# Viewfield
Viewfield – krater uderzeniowy w prowincji Saskatchewan w Kanadzie. Skały krateru nie są widoczne na powierzchni ziemi.
Krater ma 2,4 km średnicy, powstał około 190 milionów lat temu (najprawdopodobniej jura wczesna). Utworzył go upadek małej planetoidy, która uderzyła w skały osadowe. Struktura została pierwszy raz rozpoznana w 1972 roku podczas wierceń poszukiwawczych, jako że znajduje się w bogatym w paliwa kopalne basenie Williston. Skały krateru stanową naturalną pułapkę na węglowodory, około 50 szybów naftowych jest zlokalizowanych ponad jego krawędzią. Krater jest pogrzebany pod 1000 m osadów, dowodów na jego impaktowe pochodzenie dostarczyły wiercenia. W ziarnach kwarcu znaleziono charakterystyczne planarne struktury deformacyjne, świadczące o szokmetamorfizmie.